# Jim Magilton
Jim Magilton (Belfast, 6 maggio 1969) è un allenatore di calcio ed ex calciatore nordirlandese, di ruolo centrocampista che in sei incontri, tra il 1997 e il 2001, fu il capitano della nazionale nordirlandese.

## Palmarès

### Giocatore

#### Competizioni nazionali
- Campionato inglese: 1

Liverpool: 1989-1990
- Coppa d'Inghilterra: 1

Liverpool: 1988-1989
- Community Shield: 2

Liverpool: 1988, 1989

### Allenatore

#### Competizioni nazionali
- Irish Cup: 1

Cliftonville: 2023-2024